# Guerra moghul-safavide (1649-1653)
La guerra moghul-safavide del 1649-1653 fu combattuta tra l'Impero moghul e l'Impero safavide nel territorio del moderno Afghanistan. Mentre i moghul erano in guerra con il khanato di Bukhara, l'esercito safavide catturò la fortezza e la città di Kandahar e altre città strategiche che controllavano la regione. I moghul tentarono di riconquistare la città, ma senza successo.

## Antefatto

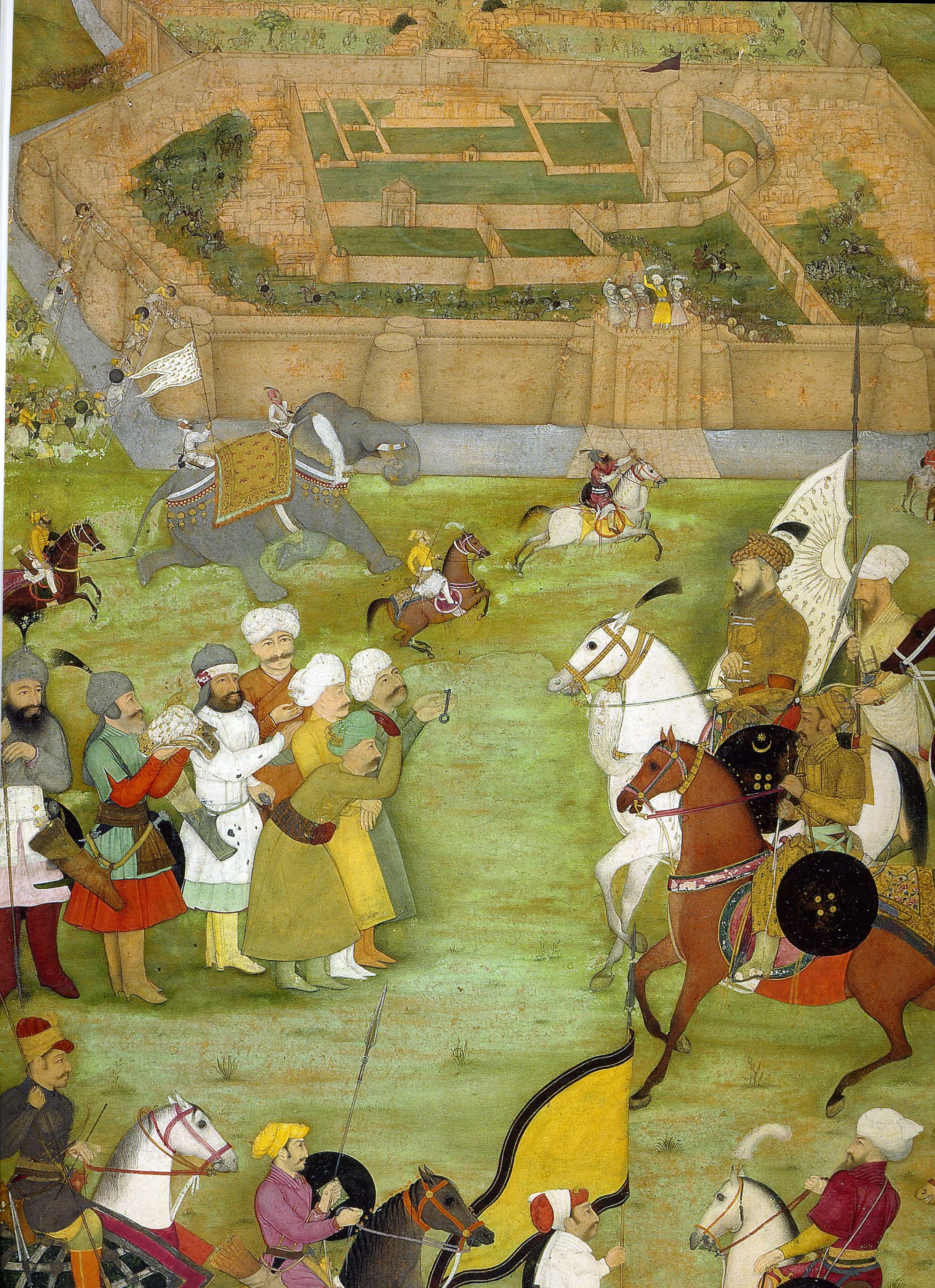
La resa di Kandahar, miniatura tratta dal Padshahnama che mostra la resa della città a Kilij Khan nel 1638

I safavidi avevano delle rivendicazioni territoriali su Kandahar sin dai tempi del regno di Shah Tahmasp. Il rovesciamento di Humayun, l'imperatore moghul, aveva avuto l'appoggio di Shah Tahmasp, in cambio del permesso per i safavidi di conquistare e tenere la città e la fortezza di Kandahar. Successivamente, ci furono altri conflitti nella regione durante il regno dell'imperatore moghul Jahangir.
Dal 1638, quando il curdo Ali Mardan Khan aveva tolto Kandahar a Shah Jahan, sia Kabul che Kandahar erano passate sotto il controllo dei moghul. Le due città erano importanti in quanto erano le due vie primarie per accedere sia all'Industan che ai confini del territorio indiano dei moghul, e inoltre erano una compensazione per la perdita della loro antica capitale, Samarcanda. A quel tempo la maggior parte del commercio dell'Asia centrale transitava in quella zona, e Kandahar in particolare era il crocevia delle principali vie commerciali dell'area.
Nel febbraio del 1646, Shah Jahan inviò un esercito di 60 000 uomini a Kabul, e poi a Badakshan ed a Balkh, con suo figlio Murad Baksh quale comandante in capo. Questo venne fatto per supportare Nazr Muhammad e suo figlio, Abd al-Aziz, contro Toqai-Timurid, regnante di Balkh. Però Nazr Muhammad ed Abd al-Aziz tradirono i moghul dopo la fine della campagna e si recarono a Isfahan. La successiva campagna militare di Balkh nel 1647 venne condotta da Aurangzeb, e costò all'impero moghul 20 000 000 di rupie oltre ai territori di Balkh e Badakshan da poco conquistati.
Nel 1639, le armate dello scià Safi di Persia conquistarono Bamyan e cercarono anche di dirigersi su Kandahar. Nel 1646, Shah Jahan, assistito da Kamran Khanand Malik Maghdood, marciò su Kandahar e negoziò la resa col comandante persiano, Ali Mardan Khan. Questi si aspettava che i persiani avrebbero cercato di riconquistare la città e per questo ordinò di riparare rapidamente tutte le mura e di porre una base militare a Kabul per proteggere l'area. Nel 1646, quando ancora non c'era stato alcun attacco, l'imperatore inviò suo figlio, Murad Baksh, ad invadere il Badakhshan controllato dagli uzbechi. L'anno successivo, Aurangzeb, altro figlio del sovrano, sconfisse le forze degli uzbechi appena fuori Balkh e conquistò la città. Per quanto vittoriosi sul campo, i moguhl non furono in grado di mantenere il controllo dei i territori conquistati e Shah Jahan venne costretto a richiamare i suoi uomini dal Badakhshan.

## La guerra
Il 4 aprile 1648, approfittando del ritiro dei moghul dal Badakhshan, lo scià Abbas II di Persia marciò da Isfahan con un esercito di 40 000 uomini verso Kandahar. Dopo aver catturato Bost, assediarono Kandahar il 28 dicembre e la espugnarono il 22 febbraio 1649. Il disastro della campagna del Balkh aveva gravemente indebolito la posizione dei moghul alla frontiera. La breve durata dell'assedio di Kandahar – due mesi appena – era un chiaro sintomo della debolezza dei moghul in Afghanistan. I moghul tentarono di riconquistare la città nel 1651, ma l'arrivo dell'inverno li costrinse a sospendere l'assedio.

### Gli assedi di Kandahar
Shah Jahan inviò Aurangzeb con 50 000 soldati a riprendere il controllo della città, ma pur avendo sconfitto l'esercito safavide appena fuori Kandahar, non fu poi in grado di conquistarla perché la sua artiglieria non fu all'altezza della situazione. Aurangzeb tentò poi nuovamente di prendere la fortezza nel 1652. Abdul Aziz, Khan di Bukhara, si alleò con lo scià Abbas e nel maggio del 1652 inviò 10 000 uomini a Kabul per minacciare le linee di rifornimento dei moghul. Pur non essendo forti abbastanza, gli uzbechi minacciarono una colonna di 2000 soldati moghul che scortava un trasporto di una cassa di guerra contenente 500 000 rupie destinate all'esercito di Kandahar per la prosecuzione dell'assedio. Dopo due mesi di combattimenti contro la resistenza dei persiani e con la crescente attività degli uzbechi, Aurangzeb fu costretto ad abbandonare la campagna militare.
Nel 1653 Shah Jahan inviò Dara Shikoh, con un grande esercito e due dei più potenti pezzi d'artiglieria di tutto l'impero, ma dopo cinque mesi di assedio i moghul non riuscirono a fare capitolare la città e nemmeno a far breccia nelle mura. I moghul infine rinunciarono all'idea di recuperare Kandahar.

## Ruoli esterni nel conflitto
I gruppi tribali della regione dell'Hindu Kush, anche essendo spesso in lotta tra loro, effettuavano incursioni sulle linee di rifornimento dei moghul che erano disastrose per l'esercito imperiale.  Questi gruppi talvolta erano indipendenti, e altre volte attaccavano coordinandosi con gli uzbechi. Questi gruppi inoltre erano alimentati dalle defezioni dell'esercito moghul, ossia da soldati che non ricevendo la paga richiesta, si davano alla macchia e passavano alla resistenza armata nella speranza di procurarsi il denaro per sopravvivere.
A monte delle defezioni vi era il problema che il terreno e il clima dell'Hindu Kush non erano favorevoli all'agricoltura, poco sviluppata, e questo aveva reso praticamente impossibile compensare i soldati per le conquiste con dei terreni. D'altro canto la durezza dell'inverno afghano portava alla mancanza di viveri e a gravi difficoltà negli spostamenti delle truppe e nei trasporti, inclusa la consegna regolare delle paghe per i soldati.